# COMSAT
Communications Satellite Corporation (COMSAT) — телекоммуникационная компания, основанная в 1963 году в США. Одна из первых компаний, занимающихся коммерческой спутниковой связью, участвовала в создании систем Intelsat и INMARSAT. Предоставляет услуги и решения как на основе наземных так и спутниковых систем связи примерно 2000 клиентам в корпоративном, государственном и операторском секторах, в основном в Латинской Америке.
Согласно финансовой отчётности на 31 декабря 2005 года общая сумма активов Comsat International составила $145 млн.

## Предыстория
Вопрос формирования консорциума услуг коммерческой спутниковой связи активно дискутировался в американских деловых кругах с момента запуска первых военных спутников связи (речь шла о возможном использовании их как продукции двойного назначения — для военных и коммерческих нужд одновременно с разделением каналов связи и передающего/принимающего оборудования, расположенных на одном и том же носителе-спутнике). Независимо от того, кто выступал оператором спутниковой связи — федеральные правительственные или коммерческие структуры, основным заказчиком услуг всё равно выступали военные и некоторые другие правительственные органы с разветвлённой структурой в различных регионах мира (прежде всего, Госдепартамент для связи с американским дипломатическим персоналом за рубежом и ЦРУ для оперативной связи с резидентурами и агентурным аппаратом). На том историческом этапе, международной гражданской телекоммуникационной связи в современном понимании этого понятия не существовало как таковой, как и рынка услуг спутниковой связи, — он возник впоследствии, как побочный продукт развития средств военной и правительственной спутниковой связи.
Исследования на перспективу, проведённые компанией General Electric в 1961 г. показали, что потенциальный среднегодовой объём заказов на рынке услуг гражданской спутниковой связи (на тот момент, спутники рассматривались как одно из возможных средств организации сети международной беспроводной связи наряду со средствами тропосферной связи и некоторыми другими передовыми технологиями того времени), при условии проведения необходимых маркетинговых мероприятий, за десятилетие до 1970 года достигнет $700 миллионов с перспективой дальнейшего роста до $2,5 миллиардов в год к 1980 году. Стоимость построения такой системы (сети) международной телекоммуникационной связи оценивалась около $218 миллионов в ценах 1961 г. Подоплёка событий активизировалась тем обстоятельством, что в середине июня 1961 года Федеральная комиссия связи США объявила о намерении заключить крупный многомиллиардный контракт с одним из частных подрядчиков на создание и обслуживание системы коммерческой спутниковой связи. Основными конкурентами в получении бюджетных ассигнований выступали компания AT&T (фактический монополист рынка международных телефонных услуг США) и группа компаний-операторов международной телефонной связи с одной стороны и General Electric с предприятиями-подрядчиками военно-промышленного комплекса США с другой.
Вопрос стоял следующим образом: Следует ли ФКС допустить AT&T и её партнёров к формированию национального (а в перспективе международного с американским контролем) консорциума услуг спутниковой связи, либо General Electric с ассоциированными к ней компаниями военной ракетно-космической отрасли будет поручено создать некую принципиально новую коммерческую сущность с особой корпоративной формой собственности на средства предоставления услуг (учитывая то, что главным и единственным заказчиком выступало государство в лице ФКС), которая помимо продажи услуг спутниковой связи, будет также монополистом в сфере продажи наземного приёмо-передающего оборудования (станций связи) и сопутствующей аппаратуры. Глава ФКС Т. Крейвен заявил:

Мы соперничаем с Россией и не можем себе позволить застрянуть на этом вопросе.
Оригинальный текст (англ.)We’re in a race with Russia. We can’t stall on this question.

то есть по сути занял сторону AT&T, которая предлагала «всё и сразу». Но, учитывая суммы государственных контрактов, о которых шла речь и объёмы потенциальной прибыли, General Electric задействовала все мыслимые рычаги и административные ресурсы, начиная от юридических и заканчивая техническими, и вопросами организационного характера. К межведомственной борьбе подключились аффилированные к двум указанным монополистам группы интересов в НАСА с планом по установлению государственной собственности на средства связи (учитывая то обстоятельство, что их запуск и вывод на орбиту был возможен исключительно с государственных космодромов), Министерстве юстиции, которое инициировало антимонопольного регулирования на основе положений федерального законодательства, не считая генералитета и адмиралитета в видах вооружённых сил и родах войск, которые также были материально заинтересованы в том или ином исходе борьбы двух конкурирующих сторон, а также членов Конгресса. Член Демократической партии, конгрессмен от штата Техас Олин Тиг предложил отсечь все указанные ведомства от участия в решении вопроса, касающегося заключения госконтракта, и согласовывать его с «другими частями правительства», — какими именно он не уточнил:

Я думаю, что ФКС ошибается, пытаясь решить вопрос самостоятельно без координации с другими частями правительства.
Оригинальный текст (англ.)I think the FCC is wrong in apparently going off on its own without coordination with other parts of the government.

Итак, инициатором создания консорциума в форме публичной корпорации под названием Communications Satellites, Inc. (сокр. ComSat), выступала AT&T, которая претендовала на роль владельца контрольного пакета акций (что не устраивало других операторов связи и телекоммуникаций, прежде всего, указанную General Electric, высокопоставленный сотрудник которой заметил по этому поводу: «Нам что, теперь, становится в очередь за акциями самой AT&T?»). Всего десять крупных компаний и корпораций выразили заинтересованность в учреждении совместного предприятия — оператора услуг коммерческой спутниковой связи с распределением между собой 50 % акций:
- American Securities[англ.]
- AT&T
- General Electric
- General Telephone[англ.]
- Hawaiian Telephone[англ.]
- IT&T
- Lockheed Aircraft
- Press Wireless
- RCA
- Western Union

По плану самой AT&T, контрольный пакет оставался за ней, а остальные компании предполагалось допустить к участию в совместном предприятии только на правах совещательного голоса, без предоставления решающего голоса за счёт лимитированного распределения акций. General Electric предложила компромиссный вариант: Остальные 50 % акций предполагалось реализовать мелким фирмам и частным предпринимателям. Такая мера была предложена во избежание монополизации рынка AT&T, если бы распределение акций осуществлялось долями, соответствующими контролируемому сегменту рынка (на чём настаивали в AT&T), — последняя и так контролировала 95 % всего международного трафика услуг проводной телефонно-телеграфной связи США (входящие и исходящие вызовы и сообщения).

## История

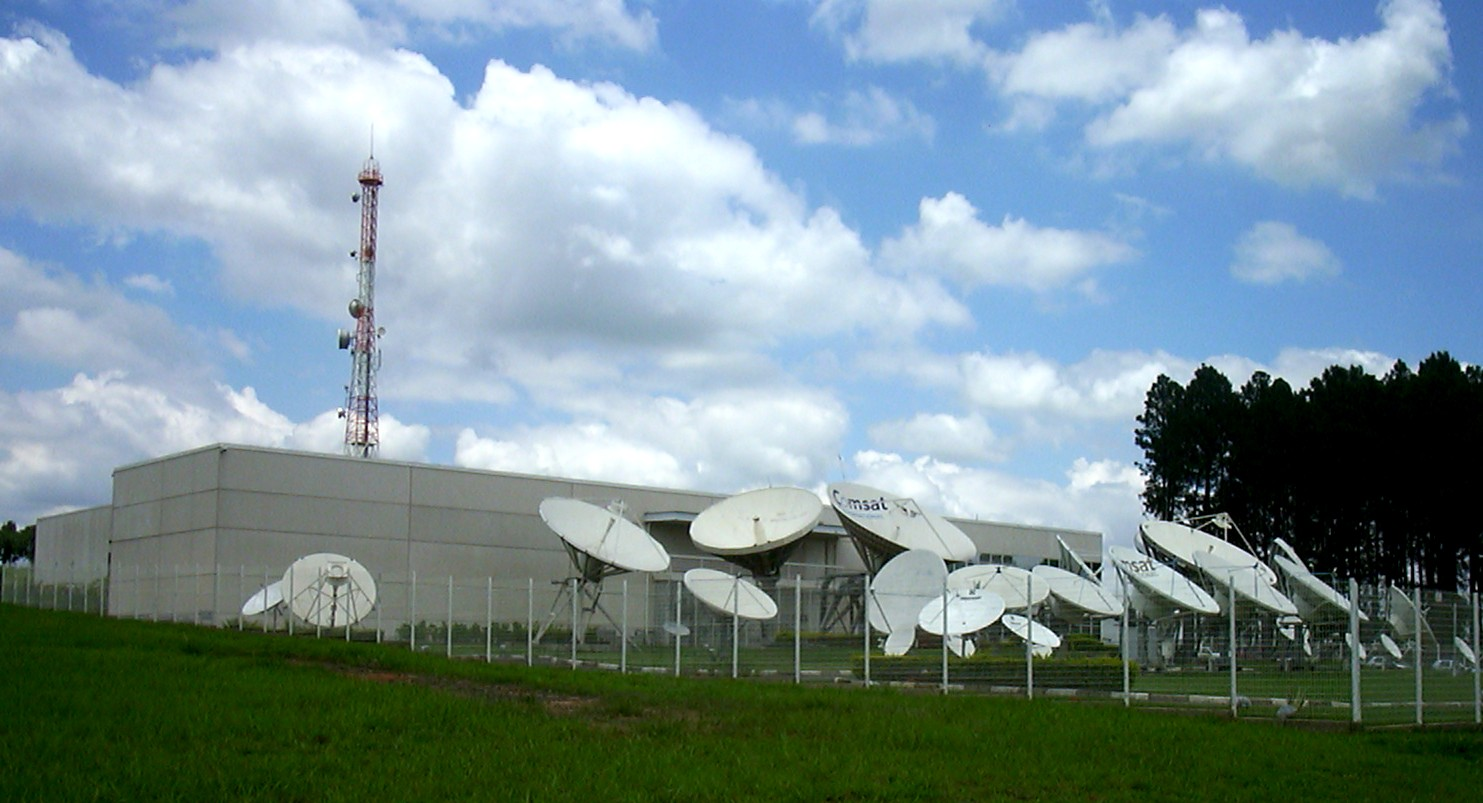
Одна из наземных станций COMSAT в Бразилии.

COMSAT была основана в 1 февраля 1963 года согласно Communications Satellite Act от 31 апреля 1962 года.
В августе 1964 года COMSAT участвовала в создании международного консорциума INTELSAT.
6 апреля 1965 на геосинхронную орбиту был запущен спутник Early Bird (Intelsat I), заказанный COMSAT. Early Bird позволил связываться станциям в США, Великобритании, Германии, Франции, Италии. Поддерживались телевизионные, телефонные каналы и факс.
В 1969 COMSAT ввело в строй две спутниковые системы: Marisat и Comstar.
По требованию FCC, управление этими системами было передано в дочернюю компанию Comsat General. С 1 января 1982 спутники Marisat и три наземные станции системы (Southbury, Santa Paula, Yamaguchi) были переданы в INMARSAT.
В 2000 году COMSAT была приобретена Lockheed Martin Corporation и стала её подразделением. С 2000 по 2004, Lockheed продавал различные части COMSAT. В октябре 2004 Comsat General была продана компании Intelsat, Ltd.